# Jens Cools
Pour les articles homonymes, voir Cools (homonymie).
Jens Cools, né le 16 octobre 1990 à Westerlo en Belgique, est un footballeur belge qui joue au poste de milieu de terrain avec les moins de 23 ans du KVC Westerlo.

## Biographie
Jens Cools commence sa carrière au KVC Westerlo. Il découvre la 1re division belge avec ce club lors de la saison 2009-2010.
En 2011, il atteint avec son club formateur la finale de la Coupe de Belgique.

## Palmarès
- Finaliste de la Coupe de Belgique en 2011 avec le KVC Westerlo.